# Árstíðir
Árstíðir est un groupe islandais de musique indépendante d'influence classique, originaire de Reykjavik.

## Histoire
Le groupe est formé en 2008 à Reykjavik sous la forme d'un trio composé de Daniel Auðunsson (guitare), Gunnar Már Jakobsson (guitare) et Ragnar Ólafsson (guitare baryton). Lors de l'enregistrement de leur premier album, Árstíðir, Jónas Jensson (violoncelle) et Jón Elísson (piano) rejoignent le groupe. En 2010, le groupe devient un sextet avec Karl James Pestka (violon). Jón Elísson et Hallgrímur Jónas Jensson quittent Árstíðir fin 2013, et Karl James Pestka en 2016.
Árstíðir se fait connaître d'un plus large public sur Internet en 2013 lorsqu'une vidéo YouTube d'une interprétation a cappella impromptue de Heyr himna smiður, un hymne islandais du XIIIe siècle, à la gare de Vohwinkel à Wuppertal, en Allemagne, devient virale après une représentation à cet endroit. La vidéo est tournée par leur responsable des relations publiques.
Depuis la création du groupe, ils comptent trois albums : un EP live et deux albums studio,. Árstíðir a toujours été un groupe indépendant. En Islande, ils ont leur propre maison de disques, Nivalis, et en Allemagne, ils sont signé au label Beste Unterhaltung. En 2014, ils sortent leur troisième album studio, Hvel, financé grâce à Kickstarter, en mars 2015. En 2015, Árstíðir est composé des membres Gunnar Már Jakobsson (guitare baryton), Daniel Auðunsson (guitare) et Ragnar Ólafsson (piano). 

## Discographie

### Albums studio
- 2009 : Árstíðir
- 2011 : Svefns og vöku skil
- 2015 : Hvel
- 2016 : Verloren Verleden (collaboration avec Anneke van Giersbergen)
- 2018 : Nivalis
- 2021 : Pendúll
- 2022 : Blik

### Albums live et EP
- 2009 : Live at Fríkirkjan (Free Church) (EP)
- 2012 : Tvíeind (Remix EP)[5]